# Кохтла-Јарве
Кохтла-Јарве (ест. Kohtla-Järve, рус. Кохтла-Ярве) је четврти по величини град у Естонији, смештен у североисточном делу државе. Град се налази у округу Ида-Виру, али и поред величине није управно средиште овог округа.

## Природни услови
Кохтла-Јарве налази у североисточном делу Естоније, на путу Талин-Санкт Петербург. Град је удаљен 160 km источно од главног града Талина, а од Санкт Петербурга 200 km западно.
Рељеф: Град Кохтла-Јарве је смештен у равничарском подручју, на приближно 50 m надморске висине. Град је посебан, будући да га заправо чини неколико мањих градића (6-7) на међусобној удаљености до 30 километара.
Клима: У Кохтла-Јарвеу влада нешто оштрији облик континенталне климе. Град спада у хладније у Естонији.
Воде: Око Кохтла-Јарвеа постоји неколико малих ледничких језера и пар малих водотока. 15ак километара северно од града налази се Фински залив Балтичког мора.

## Историја
Град Кохтла-Јарве је млад град, мада је дато подручје насељено од времена праисторије. Настанак града везан је за окриће уљаних шкриљаца у овом делу Естоније и почетак њихове експлоатације после Другог светског рата. 1946. године овде је основан данашњи град са новим (махом руским) становништвом. Када се Естонија поново осамосталила 1991. година град се нашао у њеним границама, али је као изразито „руско насеље“ са наглашеним индустријским карактером почео пропадати.

## Становништво
Кохтла-Јарве данас има око 45.000 становника, што је упола мање него пре три децније (1980. - 90 хиљ. ст.).
Око 70% градског становништва су Руси. Етнички Естонци чине 21% градског становништва, а остатак су други народи из нившег СССР-а. Руски језик је претежан у граду и матерњи је за преко огромну већину градског становништва.

## Привреда
Због лоших односа месних Руса и Естонаца и израженог индустријског карактера град је већ годинама у озбиљној привредној кризи.

## Галерија слика
- Градски парк
- Здање управе
- Дом културе
- Градске четврти из времена комунизма

## Становништво
| Година       |
| Становништво |
| ------------ |